# 紅頸擬隆頭魚
紅頸擬隆頭魚（学名：Pseudolabrus eoethinus），又名紅礫仔、竹葉鸚鯛、赤貓、粗鱗沙、日本擬隆頭魚，为輻鰭魚綱鱸形目隆頭魚亞目隆頭魚科擬隆頭魚屬下的一个种，分布於西北太平洋區，包括日本南部、台灣、南中國海等海域，體長可達20公分，棲息在岩礁區，生活習性不明。

## 扩展阅读
- 維基物種上的相關：紅頸擬隆頭魚